# Джерман-Веллі (Іллінойс)
Джерман-Веллі (англ. German Valley) — селище (англ. village) в США, в окрузі Стівенсон штату Іллінойс. Населення — 433 особи (2020).

## Географія
Джерман-Веллі розташований за координатами 42°12′51″ пн. ш. 89°29′5″ зх. д. / 42.21417° пн. ш. 89.48472° зх. д. (42.214229, -89.484676).  За даними Бюро перепису населення США в 2010 році селище мало площу 1,25 км², уся площа — суходіл.

## Демографія
Згідно з переписом 2010 року, у селищі мешкали 463 особи в 176 домогосподарствах у складі 141 родини. Густота населення становила 370 осіб/км².  Було 192 помешкання (154/км²).
Расовий склад населення:
| - 99,1 % — білих - 0,2 % — чорних або афроамериканців - 0,2 % — азіатів |

До двох чи більше рас належало 0,4 %. Частка іспаномовних становила 1,1 % від усіх жителів.
За віковим діапазоном населення розподілялося таким чином: 26,8 % — особи молодші 18 років, 58,9 % — особи у віці 18—64 років, 14,3 % — особи у віці 65 років та старші. Медіана віку мешканця становила 38,2 року. На 100 осіб жіночої статі у селищі припадало 116,4 чоловіків;  на 100 жінок у віці від 18 років та старших — 99,4 чоловіків також старших 18 років.
Середній дохід на одне домашнє господарство  становив 61 790 доларів США (медіана — 60 313), а середній дохід на одну сім'ю — 72 421 долар (медіана — 66 635). Медіана доходів становила 50 313 долари для чоловіків та 30 357 доларів для жінок. За межею бідності перебувало 5,7 % осіб, у тому числі 7,7 % дітей у віці до 18 років та 0,0 % осіб у віці 65 років та старших.
Цивільне працевлаштоване населення становило 249 осіб. Основні галузі зайнятості: освіта, охорона здоров'я та соціальна допомога — 23,7 %, виробництво — 20,5 %, роздрібна торгівля — 16,1 %.